# そろばんずく
『そろばんずく』は、1986年8月23日公開の日本映画。
広告代理店を舞台としたコメディ映画。

## 概要
業界を二分する広告代理店、「ト社」と「ラ社」の熾烈な戦いを描くコメディー。脚本・監督は森田芳光、主演・主題歌はとんねるずの石橋貴明と木梨憲武。配給は東宝。併映作品はおニャン子クラブ主演『おニャン子ザ・ムービー 危機イッパツ!』。10代のファン層が厚いとんねるずとおニャン子というタッグ（いずれも『夕やけニャンニャン』出演者）であったが、どちらも批評的・興行的に失敗に終わる。
監督の森田は、とんねるずの2人にアドリブを一切禁止した。森田によると、映画というのは主人公の人生の断片であって、この映画は石橋や木梨の物語ではなく彼らが演じる春日野や時津風の物語であり、2人がアドリブをやって地が出てしまうと映画を見ている人はシラケてしまう。登場人物の性格を踏まえたうえでアドリブが出てくればいいが、映画初のとんねるずには無理だと思ったからアドリブはやめてくれと言ったという。
なお、この映画の共演がきっかけで木梨憲武と安田成美が出会い、結婚に至っている。
1986年11月21日にビクター音楽産業からビデオが発売された。2002年3月20日にはポニーキャニオンからDVDが発売された。

## キャスト
- 春日野八千男：石橋貴明（とんねるず）
- 時津風わたる：木梨憲武（とんねるず）
- 梅づくしのり子：安田成美
- 桜宮天神：小林薫
- 桜宮雅：名取裕子
- 天敵雄：渡辺徹
- クライアント大山：石立鉄男
- 月丸：浅野ゆう子
- お竹さん：津村隆（現・津村鷹志）
- 花月：イッセー尾形
- 桃子：木内みどり
- クライアント波野：財津和夫
- 水原（ラ社社長）：三木のり平
- 三原（ト社社長）：小林桂樹
- 海鮮料理屋主人：ベンガル
- コワオモテスター：田中博行（現・SABU）
- 美人ママ：ティナ・グレース
- ちいママ：泉じゅん
- 団地・月男：金田明夫
- かじか沢：加藤和夫
- 平和島：加藤善博
- 渋谷：並樹史朗
- DJ：伊藤克信
- 植田：岩城正剛（現・椎名桔平）
- 吉川：豊原功補
- 保：佐藤恒治
- 河野池佐矢：池田薫
- 品姿行男：重本一志
- 食水透：織部一作
- 白木屋正子：清水由香
- 曽根崎新子：西端やよい
- おっぱいミルクCF製作進行：進亮
- ミニスカートの女：渡辺祐子
- ディスコの門番：伊藤洋三郎
- 竹千代 :　奥野敦子

## スタッフ
- 監督・脚本：森田芳光
- 製作者：日枝久、亀淵昭信、秦野嘉王
- プロデューサー：角谷優、岡田裕
- プロデューサー補：中川好久、酒井彰、河井真也
- 撮影：前田米造
- 編集：鈴木晄
- 音楽：梅林茂
- 主題歌：とんねるず「寝た子も起きる子守唄」
- 助監督：原隆仁
- 製作協力：ニュー・センチュリー・プロデューサーズ
- 製作：フジテレビジョン、ニッポン放送、AtoZ

## サウンドトラック
- 1986年8月21日、サウンドトラックアルバムが発売。
- 01のみト社の春日野と時津風、02 - 10はとんねるず。
- オリコン週間最高15位。

### 収録曲
1. こわいものみたさ
2. ビジネス ミュージック
3. アメノドのテーマ
4. お子様チャイナ
5. あなどれない行進曲
6. ラ社訓練ラ・ラ・ラ
7. 愛のテーマ
8. お見合いディスコBGM
9. 赤ランプの祈り
10. 寝た子も起きる子守唄

## 製作

### 撮影
ロケ地は大井ふ頭他。

## 受賞歴
- 第10回日本アカデミー賞 話題賞[3]
- 第26回（1988年度）ゴールデン・アロー賞 芸能賞
- ザテレビジョンATP'89タレント部門賞番組部門特別賞
- 第8回ヨコハマ映画祭 脚本賞